# 対空兵器
対空兵器（たいくうへいき）は、対空戦のための兵器のこと。火器としては砲煩兵器（銃・砲）やロケット弾、ミサイルなどが用いられるほか、これらのための制御システム（FCS）と連接・統合されて武器システムを構築している場合もある。

## 砲煩兵器
航空機が戦争に使用されるようになると、従来の地上戦用兵器を転用して対抗するとともに、対空兵器の開発も着手された。まず使用されたのが速射砲で、古くは普仏戦争中の1870年、クルップ社が開発した軽量砲架の小口径砲を、プロイセン軍が敵の射弾観測用気球に対して使用した。その後、航空機の発達に伴って各国で高射砲が開発されていったが、これも多くは野砲などに大仰角を与えて高角射撃ができるようにしたものであった。また第一次世界大戦で航空機が大規模に実戦投入されると、軍艦でも高角砲の搭載が進められた。
一方、航空機同士の戦闘に用いるための兵器としては、第一次世界大戦の時点では小銃用実包を用いた機関銃が主流だったが、航空機が発達して構造が強固になると、より大口径の重機関銃が用いられるようになっていった。また防空においても同様の問題が生じており、特に1930年代頃からは航空機の構造が更に強固になって重機関銃でも力不足となる一方、低高度を飛行する目標に対しては高射砲では捕捉困難であるという問題が生じて、高射砲と違って連射能力を備えつつも重機関銃より大口径の機関砲が注目されるようになった。
後に地対空ミサイル（SAM）が登場すると、特に高・中高度防空 (HIMAD) についてはこちらが台頭したが、高射砲も、電子攻撃（EA）を受けてレーダーが使えない場合でも目視照準で発砲できるなどのメリットがあり、特に東側諸国では引き続き使われた。特に高度1,000メートル以下の低高度領域では、対空機関砲がもっとも有効な対空兵器であり続けている。また空対空ミサイル（AAM）の普及とともに航空機関砲の役割も縮小していき、例えばアメリカ海軍のF-4艦上戦闘機はミサイル装備のみの戦闘機として登場したものの、ベトナム戦争ではAAMの命中率が当初の予想を遥かに下回ったこともあり、結局はM61 バルカンを収容したガンポッドを携行し、また空軍仕様のF-4Eでは機体を一部改造してM61を搭載した。

## ロケット
上記の通り、戦闘機の空対空兵器としては機関銃・砲が用いられてきたが、弾丸の一発あたりの威力が大きくない場合、衝突コース攻撃のように短時間しか射撃機会を得られないと目標を十分に破壊できない一方、十分な弾丸を投射するため一定時間にわたって追尾コース攻撃を行うと、敵機の尾部銃座の火力に曝される時間も長くなるという問題があった。
これに対し、ロケット弾であれば、要撃機は発射点に占位して一斉射撃をすればよいことになり、安全性は増大することが発想された。アメリカ空軍のF-86Dでは機関銃を全廃し、かわって24発の2.75インチ・ロケット弾を隠顕式ランチャーに収容して搭載する方式とした。続くF-89では、A・B・C型で20mm機関砲6門を搭載したものの、威力不足が指摘されて、1954年より部隊配備されたD型では、再び2.75インチ・ロケット弾を主兵装とし、最大で104発を搭載した。その後、誘導可能な空対空ミサイルの発達とジェット機の高速化・高性能化が進むと、ロケット弾は空対空兵器としては用いられなくなっていった。
なお第二次世界大戦末期のドイツ国では、ロケット弾を地対空兵器として用いたルフトファウストが開発されていたが、これは試作に留まり、広く用いられることはなかった。

## ミサイル
第二次世界大戦末期より、戦闘機を補完する長射程の対空兵器として地対空ミサイル（SAM）が登場し、アメリカ陸軍は1953年よりナイキ・エイジャックスを、1959年にはアメリカ空軍もボマークを配備した。またアメリカ海軍も、特別攻撃隊の脅威を契機として長射程の対空兵器としての艦対空ミサイルに着目しており、1949年には既にテリアミサイルのプロトタイプの受領を開始していた。SAMの登場とともに、特に高・中高度防空においてはSAMへの移行が進み、例えばイギリス軍は1958年には中・大口径の対空砲をこれ以上改良しないことを決定して、SAMへの移行を加速させた。